# Tunel Sozina (silniční)
Silniční tunel Sozina je nejdelší silniční tunel v Černé Hoře a třetí nejdelší tunel v zemi po paralelním železničním tunelu a železničním tunelu Trebešica. Délka dvouproudového jednotubusového tunelu je 4189 m. Nachází se severně od Sutomore a jižně od Virpazaru. Podchází pohoří Paštrovska Gora a spojuje černohorské pobřeží s plání Zeta a Skadarským jezerem. Otevřený byl 13. července 2005 na černohorský státní svátek. Stavba stála 70 milionů euro. Od 15. července je zde vybíráno mýto otevřeným mýtním systémem. Do budoucna je v plánu vyrazit druhý tubus a zapojit celý tunel do dálnice A1 Bar-Podgorica-Srbsko (-srbská A2-Čačak-Bělehrad).